# 1UP.com
1UP.com – amerykańska strona internetowa o grach komputerowych, należąca do Hearst Corporation, założona w 2003 przez spółkę Ziff Davis jako 1UP Network. W styczniu 2009 sprzedano ją obecnemu właścicielowi. Do 1UP należą strony GameVideos, MyCheats i GameTab.
Strona publikuje recenzje i zapowiedzi gier, wywiady z ich twórcami oraz materiały wideo dotyczące gier. Publikuje także artykuły z pisma „Electronic Gaming Monthly”.